# Amebaマンガ
Amebaマンガ (旧称：読書のお時間です) は、株式会社サイバーエージェントが運営するコミック専用の電子書籍配信サイト。

## 沿革
- 2013年9月 - 株式会社サイバーエージェントが運営する「Ameba」が、スマートフォン向けコミュニティ＆ゲーム「Ameba」にて、電子書籍サービス「読書のお時間です」の提供を開始[1][2]。
- 2014年7月 - 読書のお時間です「おとなの女子恋」月額読み放題サービスの提供を開始。[3]
- 2014年12月 - 読書のお時間ですの運営を新設会社株式会社ブックテーブル（株式会社サイバーエージェント100％子会社)に引き継ぐ。[4]
- 2015年9月 - 2周年を記念して、新機能「マンガにしてみた」の提供を開始[5]。Ameba会員であればスマートフォンやPCから誰でも簡単に無料で漫画を投稿、そしてダウンロードすることなくワンクリックでスムーズに作品閲覧することができる。お気に入り機能や、マンガへの感想を受け取ることできるコメント機能を用意し、漫画を描くことが初めての方からプロの漫画家まで誰でも自作の漫画を公開することが可能に。
- 2016年8月 - 読書のお時間ですの専用アプリビューアの提供を開始。[6]
- 2017年7月 - 少年マンガ『ONE PIECE』の連載20周年を記念し、コミックス第1巻から第60巻までの全話を期間限定で無料公開キャンペーンを実施[7]。
- 2017年9月 - 女性向けにサイトをリニューアルし、マンガ精通者を『公式レビュアー』として迎え、公式レビュアーによる女性の気持ちに寄り添ったレビュー記事からマンガを探せる機能を追加[8][9][10]。
- 2018年4月 - 読書のお時間ですPC版サイトの提供を開始[11]。
- 2019年9月 - サービス名称を「Amebaマンガ」に変更[12]。
- 2020年2月 - サイバーエージェントのブックテーブル吸収合併につき運営元がサイバーエージェントに変更[13]。

## サービス概要
読書のお時間ですは、2013年9月にスマートフォン向けコミュニティ＆ゲーム「Ameba」にて電子コミック配信サイトとしてサービス提供を開始した。
2015年にはAmeba会員であれば誰でもマンガ投稿出来る機能「マンガにしてみた」の提供を開始した。
Ameba会員であれば会員登録は不要で、マンガ読める。また、ウェブ上でそのままマンガが読めるため、面倒なマンガダウンロード不要でマンガを読むことが出来る。
支払いは都度課金方式。現在はスマートフォン、タブレットから利用することが出来る。
現在は女性向けマンガサイトとしてリニューアルし、ユーザは20〜40代女性が中心である。